# After. Aquí comença tot
After. Aquí comença tot (títol original en anglès: After) és una pel·lícula estatunidenca de drama romàntic del 2019 dirigida per Jenny Gage i basada en la novel·la homònima d'Anna Todd. La protagonitzen Josephine Langford i Hero Fiennes Tiffin. Es va estrenar el 12 d'abril de 2019 i va recaptar gairebé 70 milions de dòlars a la taquilla, amb un pressupost de 14 milions. La versió doblada al català es va estrenar el 22 de juliol de 2022 a TV3. Els actors de doblatge Carla Mercader i Marc Torrents posen veu als personatges protagonistes de Tessa Young i Hardin Scott, respectivament.
La seqüela, After We Collided, es va estrenar el setembre de 2020, després de la resposta positiva de la primera pel·lícula.

## Argument
La Tessa és una jove estudiant, una filla obedient i una xicota entregada. No obstant això, quan comença el seu primer any a la universitat, la Tessa s'enamora del Hardin, un adolescent amb un fosc secret. Junts s'embarquen en una passional i complicada relació.

## Repartiment
| Personatge    | Repartiment original | Doblatge en català |
| ------------- | -------------------- | ------------------ |
| Tessa Young   | Josephine Langford   | Carla Mercader     |
| Hardin Scott  | Hero Fiennes Tiffin  | Marc Torrents      |
| Carol Young   | Selma Blair          | Sílvia Gómez       |
| Landon Gibson | Shane Paul McGhie    | David Brau         |
| Steph Jones   | Khadijha Red Thunder | Carmen Ambrós      |
| Molly Samuels | Inanna Sarkis        | Lourdes Fabrés     |
| Zed Evans     | Samuel Larsen        | Marc Cañadell      |
| Tristan       | Pia Mia              |                    |
| Noah Porter   | Dylan Arnold         | Lluís Gustems      |
| Karen Scott   | Jennifer Beals       |                    |
| Ken Scott     | Peter Gallagher      | Francesc Góngora   |
| Sra. Soto     | Meadow Williams      | Elvira García      |

## Seqüeles
El maig de 2019 es va confirmar que s'estava planejant una seqüela d'After amb Josephine Langford i Hero Fiennes Tiffin als seus papers de Tessa Young i Hardin Scott, respectivament.
After We Collided es vas estrenar el 2 de setembre de 2020, amb els coprotagonistes Dylan Sprouse, Charlie Weber, Rob Estes, Louise Lombard, Candice King, Karimah Westbrook i Max Ragone.
Una segona seqüela, After We Fell, es va estrenar l'1 de setembre de 2021.
Una tercera seqüela, After Ever Happy, s'ha completat i s'estrenarà el 7 de setembre de 2022. Una altra seqüela i preqüela estan en desenvolupament.